# Иришичев, Дмитрий Владимирович
Дмитрий Владимирович Иришичев (род. 5 августа 1976 года, Львов) — украинский и российский ватерполист (подвижный нападающий) и тренер. Двукратный чемпион Украины. Пятикратный чемпион России. Мастер спорта России международного класса по водному поло.

## Биография
Дмитрий Владимирович Иришичев родился 5 августа 1976 года в городе Львов. В 1997 году окончил Львовский институт физической культуры и спорта по специальности «тренер по водному поло».
Женат на актрисе Юране Иришичевой (Сафаровой). Супруги воспитывают троих сыновей: Никиту, Фёдора и Степана. С 2013 года проживает в Санкт-Петербурге.

### Клубная карьера
- 1994—1998 —  «Динамо» (Львов);
- 1998—2000 —  «Бергамо» (Бергамо);
- 2000—2012 —  «Лукойл-Спартак / Спартак-Волгоград» (Волгоград)[3];
- 2013 —  «Париж-Лодрон-Зальцбург» (Зальцбург);
- 2013—2015 —  «ВМФ» (Санкт-Петербург).

### В сборных командах
В 1997 году в составе сборной Украины принял участие в чемпионате Европы по водному поло в Севилье.
В составе сборной России выиграл Мировую лигу 2002 года, а также участвовал в чемпионате Европы 2003 года в Словении, где команда заняла 4 место.

### Тренерская карьера
Ещё во время выступлений за санкт-петербургскую команду «ВМФ», Дмитрий начал работу в качестве тренера групповых программ и персонального тренера по обучению плаванию детей и взрослых в бассейне «Невская Волна», проводил открытые уроки и мастер-классы.
В январе 2016 года завершил карьеру профессионального спортсмена, и полностью сосредоточился на тренерской работе.
С сентября 2017 года Иришичев является главным тренером команды по водному поло «Балтика» (Санкт-Петербург), которую в сезоне 2017/2018 он привёл к шестому месту в чемпионате России.
Также является помощником-консультантом в юношеской сборной Санкт-Петербурга по водному поло.

## Достижения
- Победитель Мировой лиги (2002);
- Пятикратный чемпион России (2003, 2004, 2010, 2011, 2012);
  - Пятикратный серебряный призёр чемпионата России (2000, 2001, 2002, 2005, 2009);
  - Двукратный бронзовый призёр чемпионата России (2007, 2008);
- Семикратный обладатель Кубка России (2001, 2002, 2003, 2004, 2007, 2009, 2012);
- Двукратный чемпион Украины (1996, 1998);
- Обладатель Кубка Украины;
- Серебряный призёр чемпионата Австрии (2013).